# Ono (film)
Ono – polski dramat obyczajowy z 2004 roku w reżyserii Małgorzaty Szumowskiej.
Film opowiada o młodej kobiecie Ewie i jej niechcianej ciąży. Dziewczyna zmienia swój stosunek do dziecka, kiedy dowiaduje się, że dwumiesięczny płód ma zdolność słyszenia. Zaczyna go – za pomocą dźwięków i słów – przygotowywać do wyjścia na świat. Jakby na drugim planie rozgrywa się dramat jej umierającego ojca.
Drugi film fabularny Małgorzaty Szumowskiej powstał w koprodukcji polsko-niemieckiej. Został nakręcony na podstawie scenariusza, nominowanego do Sundance/NHK International Filmmakers Award. Spotkał się głównie z życzliwymi reakcjami krytyków oraz przychylnością jurorów kilku festiwali; był m.in. nominowany do prestiżowej Europejskiej Nagrody Filmowej w kategorii odkrycie roku.
W postać Ewy wcieliła się debiutująca na ekranie Małgorzata Bela, modelka, wówczas jeszcze bez wykształcenia aktorskiego. Partnerują jej nagrodzony na FPFF w Gdyni Marek Walczewski i Teresa Budzisz-Krzyżanowska w roli jej filmowych rodziców.
Plenery: Kraków i okolice.

## Obsada
- Małgorzata Bela – Ewa
- Marcin Brzozowski – Michał
- Marek Walczewski – Stefan, ojciec Ewy
- Teresa Budzisz-Krzyżanowska – Marta, matka Ewy
- Barbara Kurzaj – Iwona, koleżanka Ewy
- Andrzej Chyra – Dingo, gospodarz teleturnieju
- Anna Radwan – lekarka wykonująca EKG
- Eryk Lubos – mąż Iwony
- Maciej Maleńczuk – mężczyzna w klubie
- Roman Gancarczyk – mężczyzna na klatce schodowej
- Mariusz Wojciechowski – ginekolog
- Sebastian Domagała – uczestnik wesela
- Małgorzata Ścisłowicz – uczestniczka wesela
- Barbara Babilińska – matka panny młodej

## Opis fabuły
Dziewiętnastoletnia Ewa (Małgorzata Bela) wepchnięta do samochodu przez kilku nowo poznanych w dyskotece chłopaków zachodzi w ciążę. Początkowo wypiera się dziecka i przygotowuje pieniądze na zabieg aborcyjny, ale zostaje okradziona przez punka Michała (Marcin Brzozowski).
W pewnym momencie przypadkowo dowiaduje się, że płód w brzuchu matki słyszy. Początkowo nieśmiało, potem coraz odważniej, "rozmawia" z nienarodzonym dzieckiem. Za pomocą dźwięków stara się opowiedzieć jak wygląda świat. Dziewczyna uczy dziecko, czym jest świat i sama – samotna, wychowana w domu zdominowanym przez oschłą, wyniosłą matkę (Teresa Budzisz-Krzyżanowska) – go odkrywa. Sobie i jemu zadaje pytanie: „Czy warto żyć?”

## Pomysł i praca nad scenariuszem
Pomysł scenariusza Małgorzata Szumowska zaczerpnęła z radia. Jej ojciec, po wysłuchaniu audycji, powtórzył córce, że naukowcy odkryli nową właściwość płodu – dziecko w łonie matki słyszy. Szumowska uznała, że o tym chciałaby opowiedzieć w swoim drugim po Szczęśliwym człowieku filmie fabularnym. Swoimi planami podzieliła się z matką, znaną dziennikarką i pisarką Dorotą Terakowską. Usłyszała od niej, że jest to temat nie tylko na scenariusz, ale i na książkę. Równolegle z pracami nad filmem, Terakowska pisała powieść, zatytułowaną tak jak dzieło córki, która została uznana za jedną z najlepszych w jej dorobku.
Szumowska, dzięki nominacji za poprzedni obraz do nagrody na Festiwalu Filmów Niezależnych w Sundance, mogła liczyć na wsparcie producenckie Instytutu Sundance przy kolejnym projekcie. Warunkiem było dostarczenie w ciągu trzech tygodni scenariusza w języku angielskim. Scenariusz powstał w dziesięć dni, a następnie został przetłumaczony przez Małgorzatę Belę, już wówczas typowaną przez Szumowską do głównej roli. Instytut Sundance uznał go za jeden z trzech najlepszych europejskich projektów filmowych. Wkrótce w produkcję filmu zaangażowała się także Telewizja Polska oraz niemiecki producent Karl Baumgartner, wcześniej współpracujący z m.in. Jimem Jarmuschem i Emirem Kusturicą.
W roli Ewy po castingu została obsadzona amatorka, modelka i absolwentka Wydziału Anglistyki Uniwersytetu im. Kopernika Małgorzata Bela, która dopiero po sukcesie Onego rozpoczęła studia aktorskie w Stanach Zjednoczonych. Szumowska pisała scenariusz z myślą o Marku Walczewskim w roli ojca Ewy. Aktor, mimo zaawansowanej choroby Alzheimera, podjął się roli i zdaniem wielu krytyków stworzył jedną z najlepszych kreacji w swojej karierze. Jego rola została nagrodzona na festiwalach w Gdyni i Kijowie.

## Nagrody i nominacje
- 2001 – nominacja do Sundance/NHK International Filmmakers Award za scenariusz

- 2004 – 29. Festiwal Polskich Filmów Fabularnych:
  - Nagroda za drugoplanową rolę męską (Marek Walczewski)
  - Nagroda za muzykę (Paweł Mykietyn)

- 2004 – Polskie Nagrody Filmowe „Orły”:
  - Nominacja do nagrody za muzykę (Paweł Mykietyn)

- 2005 – Międzynarodowy Festiwal Filmowy w Kijowie:
  - Nagroda za nieprofesjonalną rolę kobiecą (Małgorzata Bela)
  - Nagroda za drugoplanową rolę męską (Marek Walczewski)

- 2005 – Europejska Nagroda Filmowa:
  - Nominacja w kategorii odkrycie roku